# Mount McGrath
Mount McGrath är ett berg i Antarktis. Det ligger i Östantarktis. Australien gör anspråk på området. Toppen på Mount McGrath är 1 714 meter över havet.
Terrängen runt Mount McGrath är huvudsakligen en högslätt. Trakten är obefolkad. Det finns inga samhällen i närheten.